# Bronnenhaus
Bronnenhaus ist ein Gemeindeteil der Stadt Schillingsfürst im Landkreis Ansbach (Mittelfranken, Bayern). Bronnenhaus liegt in der Gemarkung Stilzendorf.

## Geographie
Die Einöde liegt am Fuße des Schillingsfürster Plateaus und kann über den Brunnenhausweg erreicht werden. Unmittelbar östlich des Ortes gibt es fünf kleinere Weiher. Ein Anliegerweg führt nach Schillingsfürst (0,6 km westlich).

## Geschichte
Mit dem Gemeindeedikt (frühes 19. Jahrhundert) wurde Bronnenhaus dem Steuerdistrikt und der Munizipalgemeinde Schillingsfürst. Nach 1861 erfolgte die Umgemeindung nach Stilzendorf. Am 1. Januar 1972 wurde diese im Zuge der Gebietsreform in Bayern nach Schillingsfürst eingegliedert.

### Baudenkmal
- Haus Nr. 25:[7] Brunnenhaus mit Pumpanlage und Tretrad, 1701, und Wasserturm, 1729, im frühen 19. Jahrhundert erhöht, für das Schloss Schillingsfürst[8]

### Einwohnerentwicklung
| Jahr      | 001818 | 001840 | 001861 | 001871 | 001885 | 001900 | 001925 | 001950 | 001961 | 001970 | 001987 |
| Einwohner | 3      | 2      | 5      | 7      | 7      | *      | *      | *      | *      | *      | 3      |
| Häuser    | 1      | 1      |        |        | 1      | *      | *      | *      | *      |        | 1      |
| Quelle    | [ 10 ] | [ 11 ] | [ 12 ] | [ 13 ] | [ 14 ] | [ 15 ] | [ 16 ] | [ 17 ] | [ 18 ] | [ 19 ] | [ 1 ]  |

## Religion
Der Ort ist seit der Reformation evangelisch-lutherisch geprägt und bis heute nach St. Kilian (Schillingsfürst) gepfarrt. Die Einwohner römisch-katholischer Konfession sind nach Kreuzerhöhung (Schillingsfürst) gepfarrt.